# Šiškův mlýn
Šiškův mlýn ve Vanově v okrese Jihlava je vodní mlýn, který stojí na Telčském potoce. Je chráněn jako nemovitá kulturní památka České republiky.

## Historie
Mlýn byl postaven v roce 1477 a roku 1793 prošel obnovou. Od roku 2000 je využíván jako luxusní hotel s golfovým hřištěm.

## Popis
Areál mlýna je tvořen hlavní budovou mlýna, stodolami, chlévy a pilou; budovy stojí kolem čtvercového dvora. Mlýnice je zděná, patrová, obdélníkového půdorysu se sedlovou střechou; stojí ve svahu a je částečně podsklepená. Její fasády bohatě zdobené štukovým dekorem jsou horizontálně členěny úzkými kordonovými římsami.
Podzemní podlaží je přístupné samostatným vstupem, je zaklenuto plackovými klenbami na středním pilíři a původně sloužilo jako kovárna. V přízemí byly umístěny obytné místnosti majitelů mlýna; prostory jsou zde zastropeny klenutými pruskými plackami. Obytné místnosti v patře mají trámové podbité a omítané stropy s fabiony.
Voda na vodní kolo vedla dřevěný náhonem z vlastního rybníka; podél delší strany hlavní budovy jsou jeho zbytky.
Dochovaná tři vodní kola na vrchní vodu od výrobce J. Myška ze Studnic jsou umístěna do kaskády a při rekonstrukci areálu byla obnovena. Jsou však neschopná provozu - vantroky i kola jsou rozeschlá, nejsou v kryté lednici a namáčené vodou a rychle se tak ničí.
V roce 1930 zde byla dvě kola na svrchní vodu (1.: průtok 0,059 m³/s, spád 5,64 m, výkon 2,89 k.; 2.: průtok 0,13 m³/s, spád 9.5 m, výkon 10,7 k) a turbína (průtok 0,059 m³/s, spád 7,05 m, výkon 3,6 k).